# Vrh koulí
Vrh koulí je atletická disciplína s velmi starobylými kořeny. Cílem je vrhnout těžkou kouli co nejdále, atleti nesmějí koulí házet. Aby vyvinuli co nejvíce pohybové energie, postaví se do zadní poloviny vrhačského kruhu o průměru 2,135 m zády k výseči, kam dopadá koule. Přiloží nářadí ke krku a obrátí se čelem k výseči.
Někteří atleti při vrhu používají techniku podobnou diskařské otočce. Pokud ji zvládnou, koule většinou letí dál než při klasické technice „sunu“. Koule, kterou vrhají muži, váží 7,26 kg a má průměr 13 cm, ženy používají lehčí a menší kouli, ta váží 4 kg a má průměr 11 cm.

#### Současní světoví rekordmani

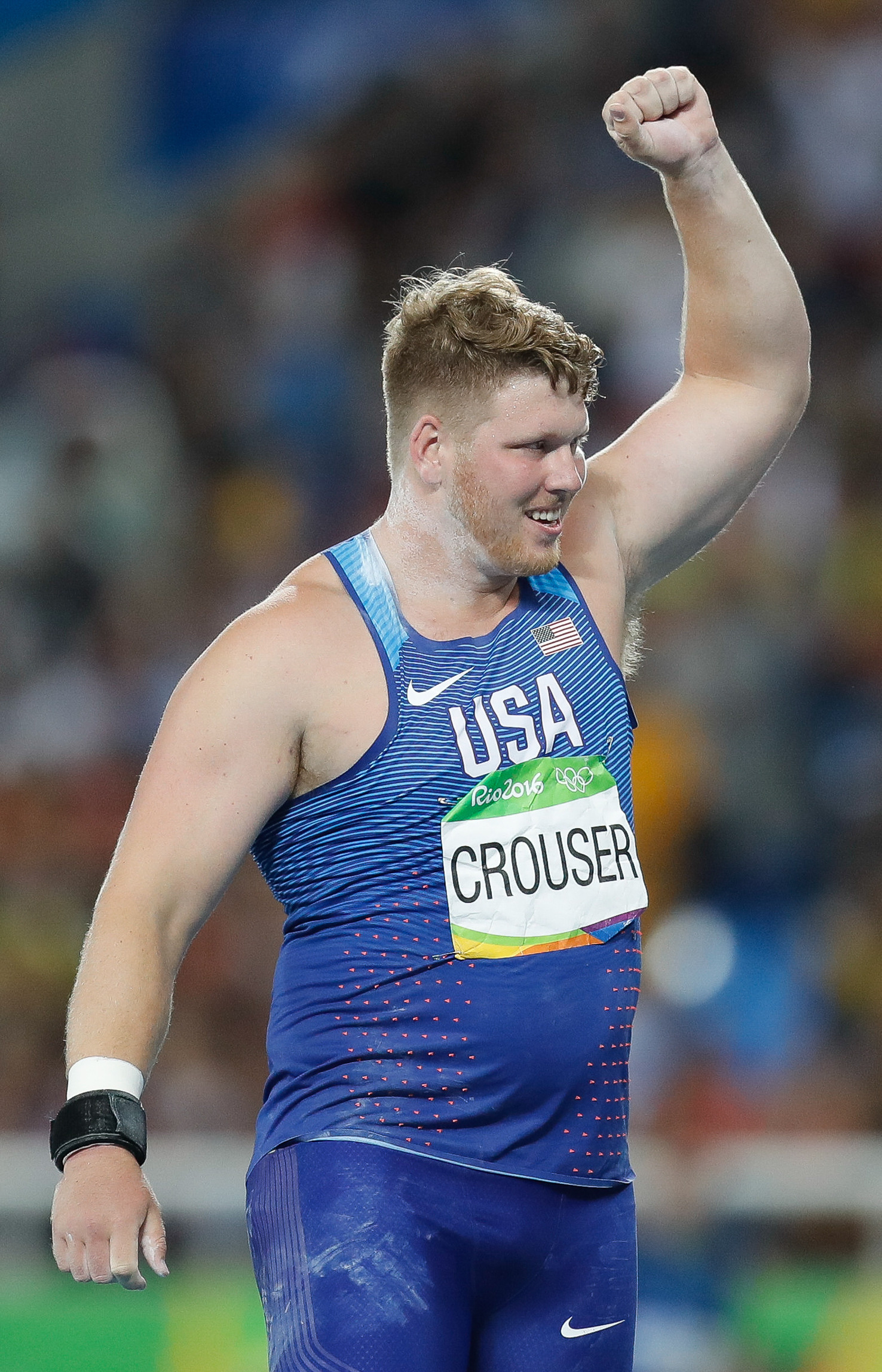
Muži – Ryan Crouser 23,56 m
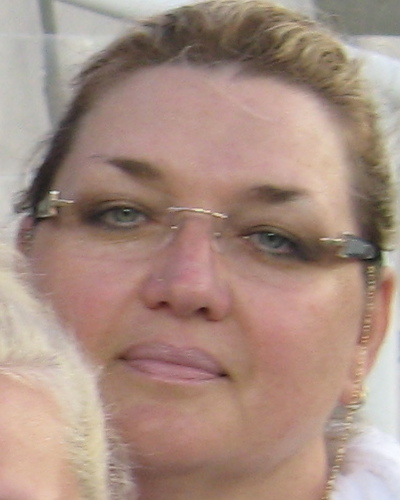
Ženy – Natalja Lisovská 22,63 m

## Pravidla
- Vrhačský kruh je ohraničen 6 mm širokou bíle natřenou obručí z oceli nebo jiného vhodného materiálu. Vnitřní povrch je z pevného materiálu, který nemá kluzký povrch (obvykle beton nebo asfalt).
- Vrhačský kruh je vždy rozdělen na přední a zadní polovinu bílou čárou. Aby byl pokus uznán za platný, musí vrhač vždy kruh opustit zadní polovinou (stačí vykročit jednou nohou), a to až po dopadu koule.[1]
- V přední části kruhu je tzv. břevno (zhotovené ze dřeva a stejně jako obruč natřené bílou barvou), jehož vnitřní strana přiléhá na vnější stranu obruče. Vrhač nesmí břevno v průběhu pokusu ani po něm překročit nebo na něj došlápnout (jakýkoliv dotyk) shora. Z vnitřní strany kruhu je dotyk povolen.
- Vrh se provádí jednou rukou vytrčením koule od ramene, v konečné fázi po přímce. Hod je zakázán. Na začátku pokusu se koule musí dotýkat brady nebo krku, během pokusu nesmí klesnout níže. Koule se nesmí dostat za rovinu ramen (to je považováno za hod).
- Závod se odehrává ve 3 pokusech pro všechny zapsané závodníky a následuje finále s dalšími 3 pokusy pro 8 nejlepších, přičemž se mění pořadí vrhačů (poslední postupující háže jako první – nejlepší jako poslední).
- Měří se nejbližší okraj zanechané stopy dopadu k břevnu. A to tak, že měřící pásmo musí přecházet od stopy dopadu až přes střed kruhu. Vzdálenost odečítáme na vnitřním okraji břevna.
- Vrhaná koule musí vždy dopadnout do výseče.
- Měří se jen platné pokusy

### Bezpečnost
Základní pravidlo bezpečnosti zní, neustále se dívat na vrhače v kruhu a jeho vrhanou kouli. I před jejím odhozením. V zóně dopadu se vždy pohybovat čelem ke kruhu. Je vždy nutné, aby se během pokusu v zóně dopadu nepohybovali závodníci, nebo jiné nepovolané osoby.

## Galerie
| Kategorie     | Muži[Kg] | Ženy[Kg] |
| ------------- | -------- | -------- |
| ml.žáci       | 3        | 2        |
| st. žáci      | 4        | 3        |
| dorostenci/ky | 5        | 3        |
| Junioři/ky    | 6        | 4        |
| Muži/Ženy     | 7,26     | 4        |

V hale je světovou rekordmankou česká (resp. československá) vrhačka Helena Fibingerová výkonem 22,50 m z roku 1977.

## Současné rekordy – dráha
| Muži              |           |              |       |             |               |
| Rekord            | Výkon (m) | Atlet        | Stát  | Město       | Datum rekordu |
| Světový rekord    | 23,56     | Ryan Crouser | USA   | Los Angeles | 27. 5. 2023   |
| Olympijský rekord | 23,30     | Ryan Crouser | USA   | Tokio       | 5. 8. 2021    |
| Rekord MS         | 23,51     | Ryan Crouser | USA   | Budapešť    | 19. 8. 2023   |
| Český rekord      | 22,01     | Tomáš Staněk | Česko | Schönebeck  | 2. 6. 2017    |

| Ženy              |           |                                   |                           |          |                        |
| Rekord            | Výkon (m) | Atletka                           | Stát                      | Město    | Datum rekordu          |
| Světový rekord    | 22,63     | Natalja Lisovská                  | Sovětský svaz             | Moskva   | 7. 6. 1987             |
| Olympijský rekord | 22,41     | Ilona Slupianeková                | Východní Německo          | Moskva   | 24. 7. 1980            |
| Rekord MS         | 21,24     | Natalja Lisovská Valerie Adamsová | Sovětský svaz Nový Zéland | Řím Tegu | 5. 9. 1987 29. 8. 2011 |
| Český rekord      | 22,32     | Helena Fibingerová                | Československo            | Nitra    | 20. 8. 1977            |

## Současné rekordy podle kontinentů
| Rekord                            | Kategorie | Výkon (m) | Atlet                  | Stát                  | Město            | Datum       |
| --------------------------------- | --------- | --------- | ---------------------- | --------------------- | ---------------- | ----------- |
| Evropa                            | Muži      | 23,06     | Ulf Timmermann         | NDR                   | Chania           | 22. 5. 1988 |
| Evropa                            | Ženy      | 22,63     | Natalja Lisovská       | SSSR                  | Moskva           | 7. 6. 1987  |
| Afrika                            | Muži      | 21,97     | Janus Robberts         | Jihoafrická republika | Eugene           | 2. 6. 2001  |
| Afrika                            | Ženy      | 18,43     | Vivian Chukwuemeka     | Nigérie               | Walnut           | 19. 4. 2003 |
| Asie                              | Muži      | 21,77     | Tajinderpal Singh Toor | Indie                 | Bhuvanéšvar      | 19. 6. 2023 |
| Asie                              | Ženy      | 21,76     | Li Mej-su              | Čína                  | Š’-ťia-čuang     | 23. 4. 1988 |
| Severní a střední Amerika         | Muži      | 23,56     | Ryan Crouser           | USA                   | Los Angeles      | 27. 5. 2023 |
| Severní a střední Amerika         | Ženy      | 20,96     | Belsy Laza             | Kuba                  | Ciudad de México | 2. 5. 1992  |
| Jižní Amerika                     | Muži      | 22,61     | Darlan Romani          | Brazílie              | Palo Alto        | 30. 6. 2019 |
| Jižní Amerika                     | Ženy      | 19,30     | Elisângela Adriano     | Brazílie              | Tunja            | 14. 7. 2001 |
| Oceánie                           | Muži      | 22,90     | Tomas Walsh            | Nový Zéland           | Dauhá            | 5. 10. 2019 |
| Oceánie                           | Ženy      | 21,24     | Valerie Adamsová       | Nový Zéland           | Tegu             | 29. 8. 2011 |
| Muži na iaaf.org Ženy na iaaf.org |           |           |                        |                       |                  |             |

## Top 10 atletů

### Muži – dráha
| Pořadí           | Výkon (m) | Atlet             | Místo       | Datum       |
| ---------------- | --------- | ----------------- | ----------- | ----------- |
| 1.               | 23,56     | Ryan Crouser      | Los Angeles | 27. 5. 2023 |
| 2.               | 23,23     | Joe Kovacs        | Curych      | 7. 9. 2022  |
| 3.               | 23,12     | Randy Barnes      | UCLA        | 20. 5. 1990 |
| 4.               | 23,06     | Ulf Timmermann    | Chania      | 22. 5. 1988 |
| 5.               | 22,95     | Leonardo Fabbri   | Savona      | 15. 5. 2024 |
| 6.               | 22,91     | Alessandro Andrei | Viareggio   | 12. 8. 1987 |
| 7.               | 22,90     | Tomas Walsh       | Dauhá       | 5. 10. 2019 |
| 8.               | 22,86     | Braien Oldfield   | El Paso     | 10. 5. 1975 |
| 9.               | 22,75     | Werner Günthör    | bern        | 23. 8. 1988 |
| 10.              | 22,67     | Kevin Toth        | Auckland    | 19. 4. 2003 |
| Muži na iaaf.org |           |                   |             |             |

### Ženy – dráha
| Pořadí           | Výkon (m) | Atletka              | Místo        | Datum       |
| ---------------- | --------- | -------------------- | ------------ | ----------- |
| 1.               | 22,63     | Natalja Lisovská     | Moskva       | 7. 6. 1987  |
| 2.               | 22,45     | Ilona Slupianeková   | Postupim     | 11. 5. 1980 |
| 3.               | 22,32     | Helena Fibingerová   | Nitra        | 20. 8. 1977 |
| 4.               | 22,19     | Claudia Loschová     | Hainfeld     | 23. 8. 1987 |
| 5.               | 21,89     | Ivanka Christovová   | Belmeken     | 4. 7. 1976  |
| 6.               | 21,86     | Marianne Adamová     | Lipsko       | 23. 6. 1979 |
| 7.               | 21,76     | Li Mej-su            | Š’-ťia-čuang | 23. 4. 1988 |
| 8.               | 21,73     | Natalja Achrimenková | Gjačrypš     | 21. 5. 1988 |
| 9.               | 21,69     | Vita Pavlyšová       | Budapešť     | 15. 8. 1998 |
| 10.              | 21,66     | Suej Sin-mej         | Peking       | 9. 6. 1990  |
| Ženy na iaaf.org |           |                      |              |             |

### Současní světoví rekordmani v hale

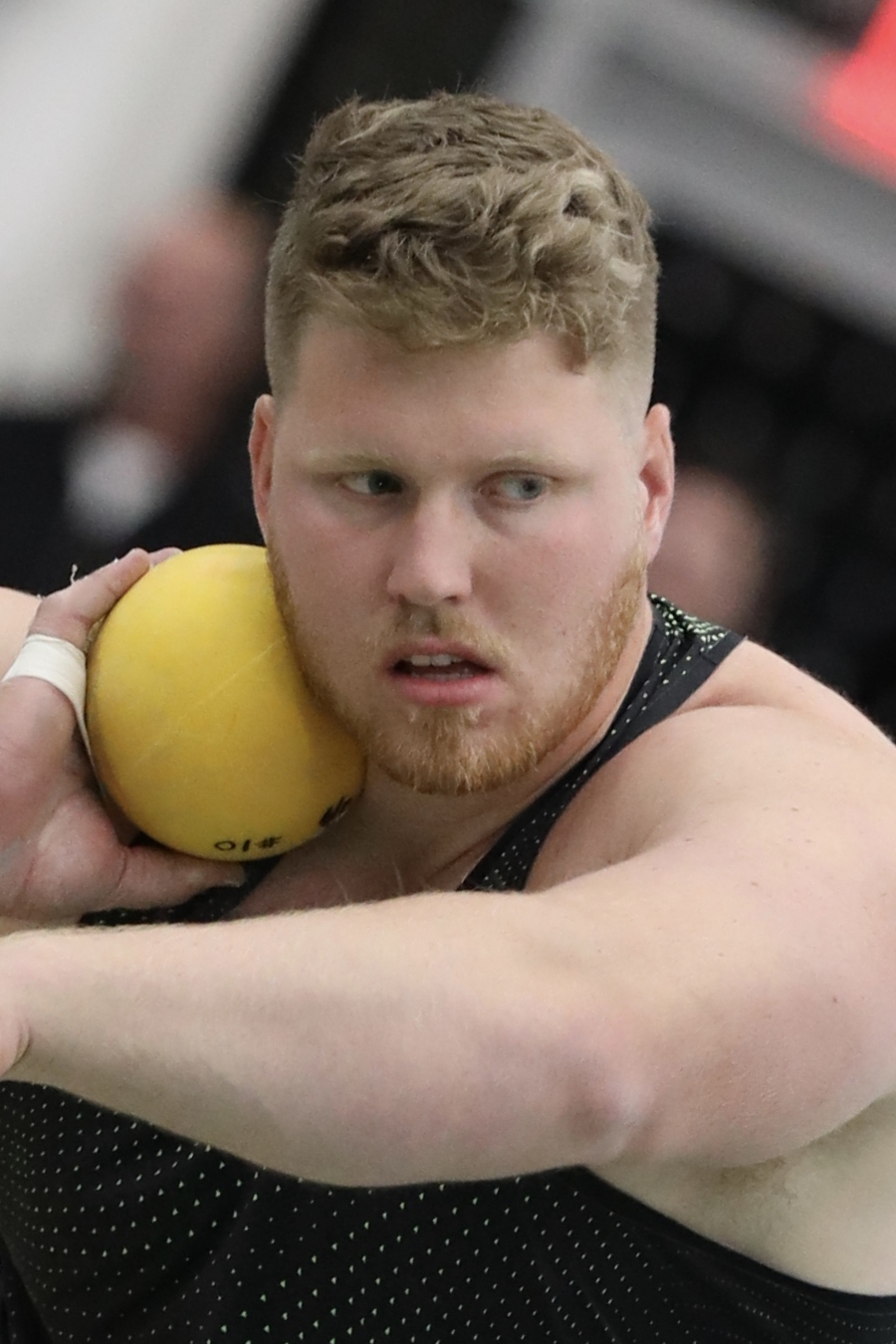
Muži - Ryan Crouser 23,38 m
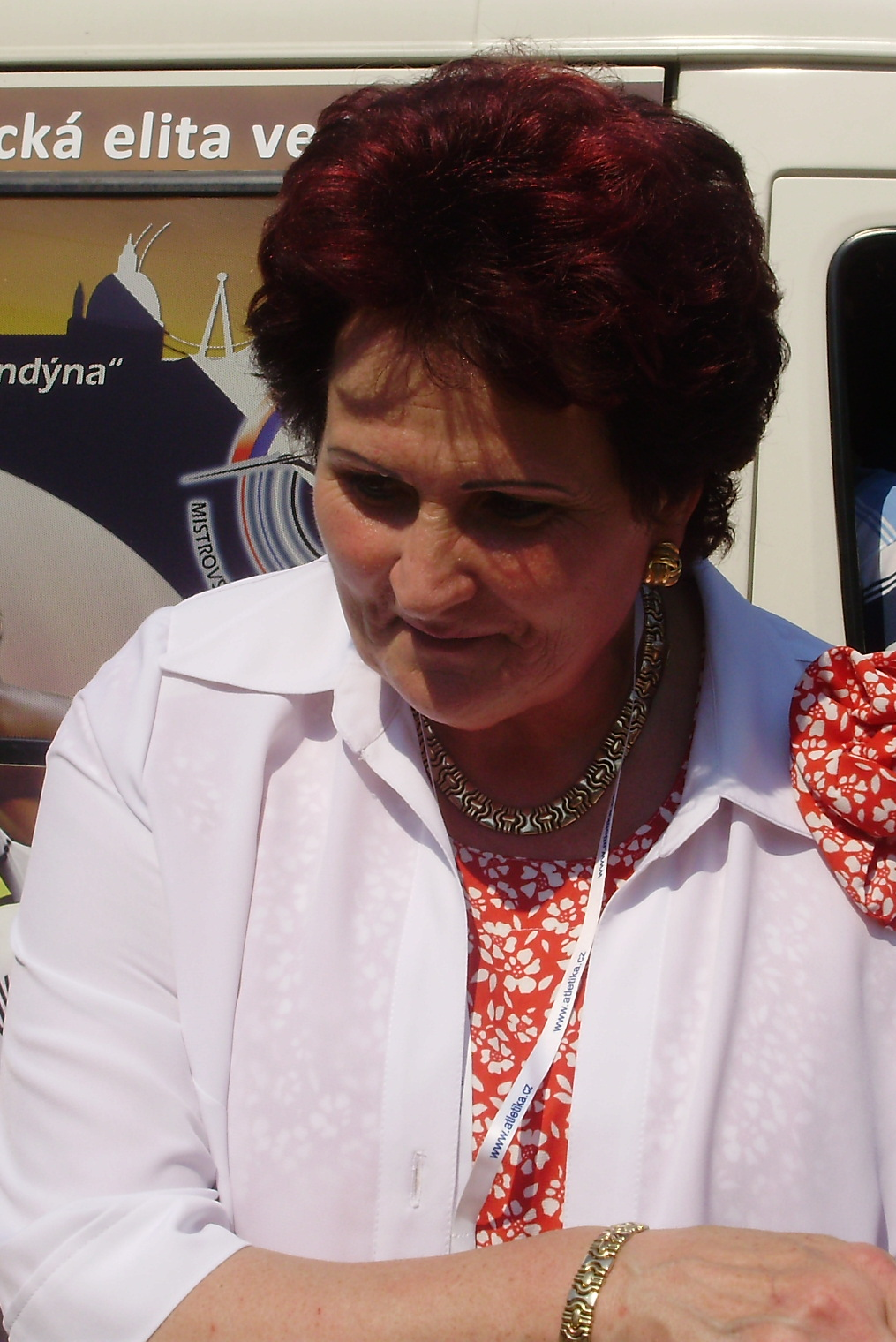
Ženy - Helena Fibingerová 22,50 m

## Současné rekordy – hala
| Muži             |           |                |          |             |               |
| Rekord           | Výkon (m) | Atlet          | Stát     | Město       | Datum rekordu |
| Světový rekord   | 23,38     | Ryan Crouser   | USA      | Pocatell    | 18. 2. 2023   |
| Evropský rekord  | 22,55     | Ulf Timmermann | Německo  | Senftenberg | 11. 2. 1989   |
| Rekord MS        | 22,53     | Darlan Romani  | Brazílie | Bělehrad    | 19. 3. 2022   |
| Český rekord     | 22,17     | Tomáš Staněk   | Česko    | Düsseldorf  | 6. 2. 2018    |
| Muži na iaaf.org |           |                |          |             |               |

| Ženy             |           |                    |                |                    |               |
| Rekord           | Výkon (m) | Atletka            | Stát           | Město              | Datum rekordu |
| Světový rekord   | 22,50     | Helena Fibingerová | Československo | Jablonec nad Nisou | 19. 2. 1977   |
| Evropský rekord  | 22,50     | Helena Fibingerová | Československo | Jablonec nad Nisou | 19. 2. 1977   |
| Rekord MS        | 20,67     | Valerie Adamsová   | Nový Zéland    | Sopoty             | 8. 3. 2014    |
| Český rekord     | 22,50     | Helena Fibingerová | Československo | Jablonec nad Nisou | 19. 2. 1977   |
| Ženy na iaaf.org |           |                    |                |                    |               |